# Fort Okanogan

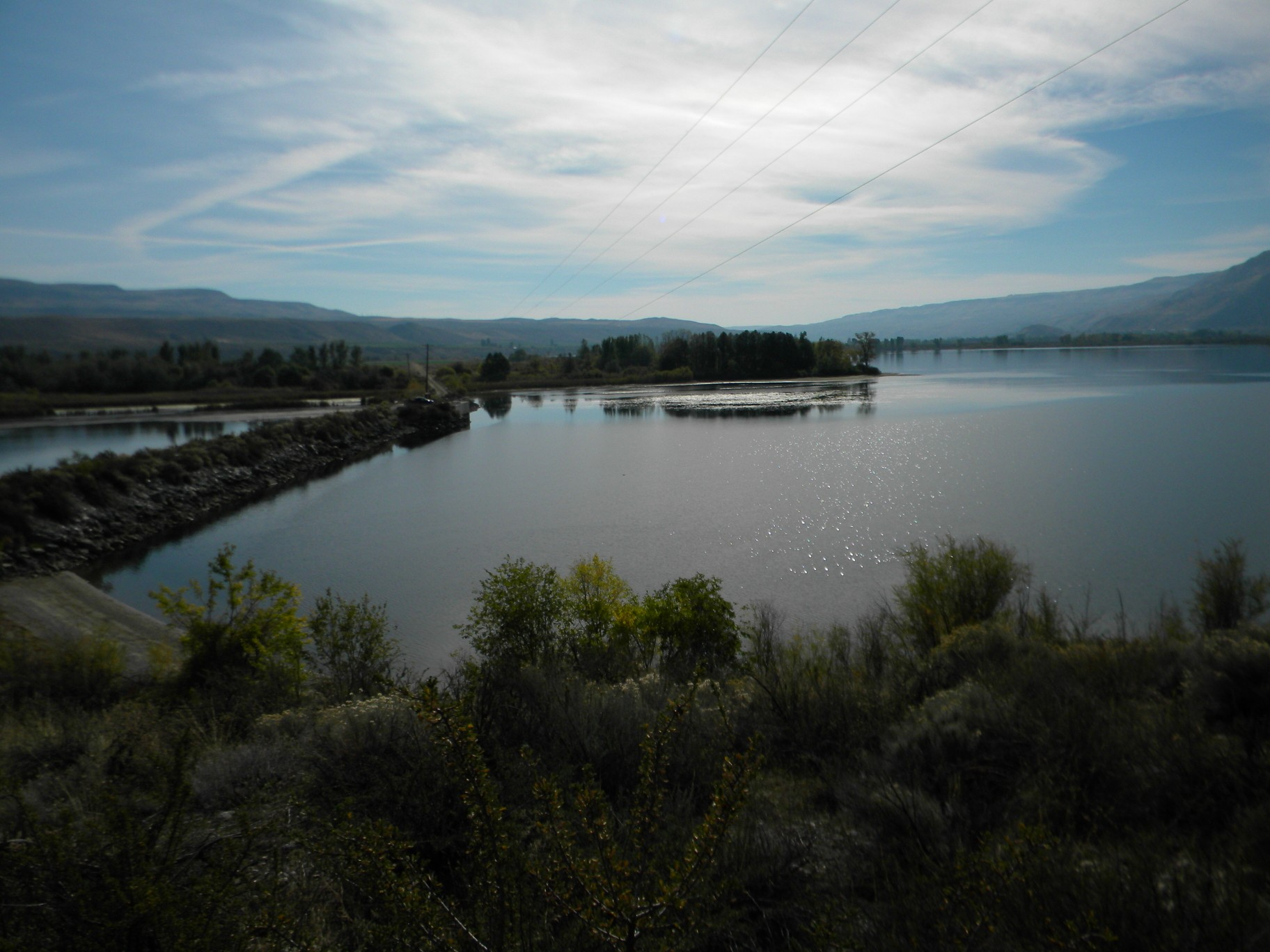
Bei Fort Okanogan (2014)

Fort Okanogan – auch Fort Okanagan genannt – war ein Handelsposten im Okanogan County im heutigen US-Bundesstaat Washington. Er wurde nach dem Indianerstamm Okanogan benannt. Der Handelsposten am Zusammenfluss von Okanagan River und Columbia River war eine wichtige Station des Okanagan Trail.

## Geschichte
Der Pelzhandelsposten wurde 1811 von der  Pacific Fur Company des Johann Jakob Astor gegründet, doch ging er mit allen anderen Besitztümern schon 1813 an die North West Company über, als diese ihre Konkurrentin kaufte. Im Jahr 1821 wurde diese Gesellschaft wiederum mit der Hudson’s Bay Company verschmolzen. 
Von den 1820er Jahren bis in die 1840er Jahre passierte die Route des York Factory Express, eine Handelsroute der Hudson’s Bay Company zwischen der York Factory an der Hudson Bay und dem Fort Vancouver, das Fort.
Die Erschließung alternativer Routen durch die Täler von Thompson River und Fraser River in den Jahren des Fraser-Canyon-Goldrauschs führte zur Schließung des Forts im Jahr 1860, da das Transportvolumen auf dem Okanagan Trail stark abgenommen hatte.
1959 erwarb die Washington State Parks and Recreation Commission ein kleines Gebiet in der Nähe des längst verfallenen Forts. Archäologische Untersuchungen förderten Überreste des Forts (bzw. der beiden Forts, eines älteren und eines neueren) zutage. Der Standort der Überreste des Forts wurde 1967 nach der Konstruktion des Wells Dam geflutet. Im State Park wurde ein  kleines Museum namens Fort Okanogan Interpretive Center errichtet. 2011 gab der Staat Washington das Besucherzentrum und den State Park aus Kostengründen auf, sie wurden von den Colville-Indianern übernommen und werden unter ihrer Leitung fortgeführt.
Das Fort Okanogan ist seit 1973 im NRHP gelistet.